# Monumenta Musicae Byzantinae
Die Monumenta Musicae Byzantinae (= Denkmäler byzantinischer Musik) sind Veröffentlichungen wissenschaftlich erschlossener, hauptsächlich kirchenmusikalischer Quellen aus Byzanz, dem Oströmischen Kaiserreich in der Spätantike bis zu dessen Ende 1453. Wobei deren Wirkung bis heute zu verfolgen ist. Von byzantinischer Musik war in Europa bis zum Beginn des 20. Jahrhunderts nichts bekannt. Bei den MMB handelt es sich um eine von Carsten Høeg 1935 begründete Ausgaben-Reihe.
Seitdem wurden von der Universität Kopenhagen kontinuierlich Forschungen hauptsächlich auf dem Gebiet des byzantinischen Kirchengesanges unternommen, der, im Gegensatz zur weltlichen Musik schriftlich gut dokumentiert ist. Die MMB sind unter der Schirmherrschaft der Union Académique Internationale erschienen und wurden von der Carlsberg-Stiftung unterstützt. Neben der Hauptreihe gibt es verschiedene Unterreihen mit unterschiedlichen Erscheinungsdaten.
Derzeitige (2017) Herausgeber der Reihe sind Christian Troelsgård (Kopenhagen, als Direktor), Gudrun Engberg (Kopenhagen), Christian Hannick (Würzburg), Nicolas Bell (Cambridge), Christian Thodberg (Aarhus), Gerda Wolfram (Wien), Francesco d’Aiuto (Rom) in Zusammenarbeit mit dem Archimandriten von Grottaferrata.
Der erste Band der Faksimile-Edition von 1935 ist ein Chorbuch, ein Sticherarion (von „Sticheron“ = Vers) aus dem Jahr 1221, der Codex Dalassenos der Österreichischen Nationalbibliothek, in mittelbyzantinischer diastematischer Notation(Signatur: theol. gr. 181).

## Übersicht der originalen Titel
Die Reihe MMB ist in folgende Unterreihen untergliedert: Série principale (größtenteils mit vollständigen Reproduktionen aus verschiedenen Codices), Série Subsidia, Série Transcripta, Série Lectionaria und Corpus Scriptorum de re Musica (CSRM).

### Série principale (Faksimiles)
- Vol. 1 STICHERARIUM. Edd. CARSTEN HØEG, H.J.W. TILLYARD, EGON WELLESZ. Copenhague 1935 (Codex Vindobonensis Theol. Gr.181)
- Vol. 2. HIRMOLOGIUM ATHOUM. Ed. CARSTEN HØEG. Copenhague 1938 (Codex Monasterii Hiberorum 470)
- Vol. 3. HIRMOLOGIUM CRYPTENSE. Ed. LAURENTIUS TARDO. Rome 1951 (Codex Cryptensis EPSILON.gamma.II)
- Vol. 4. CONTACARIUM ASHBURNHAMENSE. Ed. CARSTEN HØEG. Copenhague 1956 (Cod. Laurentianus Ashb. 64)
- Vol. 5a et 5b. FRAGMENTA CHILIANDARICA PALAEOSLAVICA (in collaboration with The Dumbarton Oaks Research Library and Collection (Trustees for Harvard University) and the Slavic Department of Harvard University). A. Sticherarium B. Hirmologium. Praefatus est ROMAN JAKOBSON. Copenhague 1957 (MSS. 307 et 308 du couvent de Chiliandari)
- Vol. 6. CONTACARIUM PALAEOSLAVICUM MOSQUENSE. Ed. ARNE BUGGE. Copenhague 1960 (rCod. Uspenskogo Sobora no. 9 du Musee Historique de Moscou)
- Vol. 7. SPECIMINA NOTATIONUM ANTIQUIORUM. Ed. OLIVER STRUNK. Pars Principalis et Pars Suppletoria. Copenhague 1966
- Vol. 8. HIRMOLOGIUM SABBAITICUM. Ed. JØRGEN RAASTED. 1. Pars Suppletoria. 2.1. Pars Prima: Toni Authentici. 2.2. Pars Secunda: Toni Plagales. Copenhague 1968-70 (Cod. Saba 83)
- Vol. 9. TRIODIUM ATHOUM. Edd. ENRICA FOLLIERI et OLIVER STRUNK. Pars Principalis et Pars Suppletoria. Copenhague 1975 (Cod. Athous Vatoped. 1488)
- Vol. 10. STICHERARIUM ANTIQUUM VINDOBONENSE. Ed. GERDA WOLFRAM Pars Principalis et Pars Suppletoria. Vindobonae 1987 (Verlag der österreichischen Akademie der Wissenschaften) (Cod. Vindobonensis Theol. Gr.136)
- Vol. 11. STICHERARIUM AMBROSIANUM. Edd. LIDIA PERRIA et JØRGEN RAASTED. Pars Principalis et Pars Suppletoria. Copenhague 1992 (Cod. Ambrosianus A 139 sup.)
- Vol 12. STICHERARIUM PALAEOSLAVICUM PETROPOLITANUM ed. Nicolas Schidlovsky. Copenhagen 2000 (Codex Petropolitanus BAN 34.7.6 )

### Série Subsidia (Hilfsmittel)
- Vol. 1, Fasc. 1. H. J. W. TILLYARD: HANDBOOK OF THE MIDDLE BYZANTINE MUSICAL NOTATION. Second impression Copenhagen 1970
- Vol. 1, Fasc. 2. CARSTEN HØEG: LA NOTATION EKPHONÉTIQUE. Copenhague 1935
- Vol. 2. (= American Series, No. I). EGON WELLESZ: EASTERN ELEMENTS IN WESTERN CHANT. Boston 1947, Reprinted Copenhagen 1967
- Vol. 3. R. PALIKAROVA VERDEIL: LA MUSIQUE BYZANTINE CHEZ LES BULGARES ET LES RUSSES (en collaboration avec l'Institut Byzantin de Boston) Copenhague 1953
- Vol. 4. STUDIES ON THE FRAGMENTA CHILIANDARICA PALAEOSLAVICA I. MILOS M. VELIMIROVIC: BYZANTINE ELEMENTS IN EARLY SLAVIC CHANT: THE HIRMOLOGIUM. Pars Principalis et Pars Suppletoria (in Zusammenarbeit mit dem Dumbarton Oaks Research Libr. and Coll. und dem Slavic Department of Harvard University) Copenhagen 1960
- Vol. 5.1 +BARTOLOMEO DI SALVO: CHANTS OF THE BYZANTINE RITE - THE ITALO-ALBANIAN TRADITION IN SICILY. Canti Ecclesiastici della Tradizione Italo-Albanese in Sicilia; edd. Garofalo, Girolamo & Christian Troelsgård, with the assistance of Giuseppe Sanfratello. Copenhagen 2016
- Vol. 6. STUDIES ON THE FRAGMENTA CHILIANDARICA PALAEOSLAVICA II. Ed. CHRISTIAN HANNICK: FUNDAMENTAL PROBLEMS OF EARLY SLAVIC MUSIC AND POETRY. Copenhagen 1978
- Vol. 7. JØRGEN RAASTED: INTONATION FORMULAS AND MODAL SIGNATURES IN BYZANTINE MUSICAL MANUSCRIPTS. Copenhagen 1966
- Vol. 8. CHRISTIAN THODBERG: DER BYZANTINISCHE ALLELUIARIONZYKLUS, STUDIEN IM KURZEN PSALTIKONSTIL. Kopenhagen 1966

### Série Transcripta (Übersetzungen)
- Vol. l. DIE HYMNEN DES STICHERARIUM FÜR SEPTEMBER, übertragen von EGON WELLESZ. Kopenhagen 1936
- Vol. 2. THE HYMNS OF THE STICHERARIUM FOR NOVEMBER, transcribed by H.J.W.TILLYARD. Copenhagen 1938
- Vol. 3. THE HYMNS OF THE OCTOECHUS, Part I, transcribed by H.J.W. TILLYARD. Copenhagen 1940
- Vol. 4. (= American Series, No.2) TWENTY CANONS FROM THE TRINITY HIRMOLOGIUM, transcribed by H.J. W. TILLYARD. Boston, Paris, London, Copenhagen 1952
- Vol. 5. THE HYMNS OF THE OCTOECHUS, Part II, transcribed by H.J. W. TILLYARD. Copenhagen 1949
- Vol. 6. THE HYMNS OF THE HIRMOLOGIUM, Part I, transcribed by A. AYOUTANTI & M. STÖHR, rev. and annotated by CARSTEN HØEG. Copenhagen 1952
- Vol. 7. THE HYMNS OF THE PENTECOSTARIUM, transcribed by H.J.W. TILLYARD. Copenhagen 1960
- Vol. 8. THE HYMNS OF THE HIRMOLOGIUM, Part III,2, transcribed by A. AYOUTANTI, rev. and annotated by H.J.W. TILLYARD. Copenhagen 1956
- Vol. 9. THE AKATHISTOS HYMN, introduced and transcribed by EGON WELLESZ. Copenhagen 1957

### Série Lectionaria (Liturgische Texte)
- Vol. I. PROPHETOLOGIUM. Pars prima, lectiones anni mobilis continens. Ed. CARSTEN HØEG et GÜNTHER ZUNTZ. Fasc. I-VI. Copenhague 1939-70
- Pars altera, lectiones anni immobilis continens. Ed. GUDRUN ENGBERG. Fasc. I-II. Copenhague 1980-81

### Corpus Scriptorum de re Musica (CSRM) (Korpus an Schriften über die Musik)
- Band I: GABRIEL HIEROMONACHOS, Abhandlung über den Kirchengesang. Hrsg. von CHRISTIAN HANNICK und GERDA WOLFRAM. Wien 1985
- Band II: THE TREATISE OF MANUEL CHRYSAPHES, THE LAMPADARIOS: On the Theory of the Art of Chanting and on Certain Erroneous Views That Some Hold About it. (Edited from Mount Athos, Iviron Monastery MS 1120 [July,1458]). Text, Translation and Commentary by DIMITRI E. CONOMOS. Wien 1985
- Band III: HIERONYMOS TRAGODlSTES, Über das Erfordernis von Schriftzeichen für die Musik der Griechen. Hrsg. von BJARNE SCHARTAU. Wien 1990
- Band IV: Anonymous Questions and Answers on the Interval Signs, ed. BJARNE SCHARTAU. Wien 1998
- Band V: Die Erotapokriseis des Pseudo-Johannes Damaskenos zum Kirchengesang. Hrsg. von GERDA WOLFRAM und CHRISTIAN HANNICK. Wien 1997